# Osmanthus delavayi
Osmanthus delavayi är en syrenväxtart som beskrevs av Adrien René Franchet. Osmanthus delavayi ingår i släktet Osmanthus och familjen syrenväxter. Inga underarter finns listade i Catalogue of Life.

## Bildgalleri

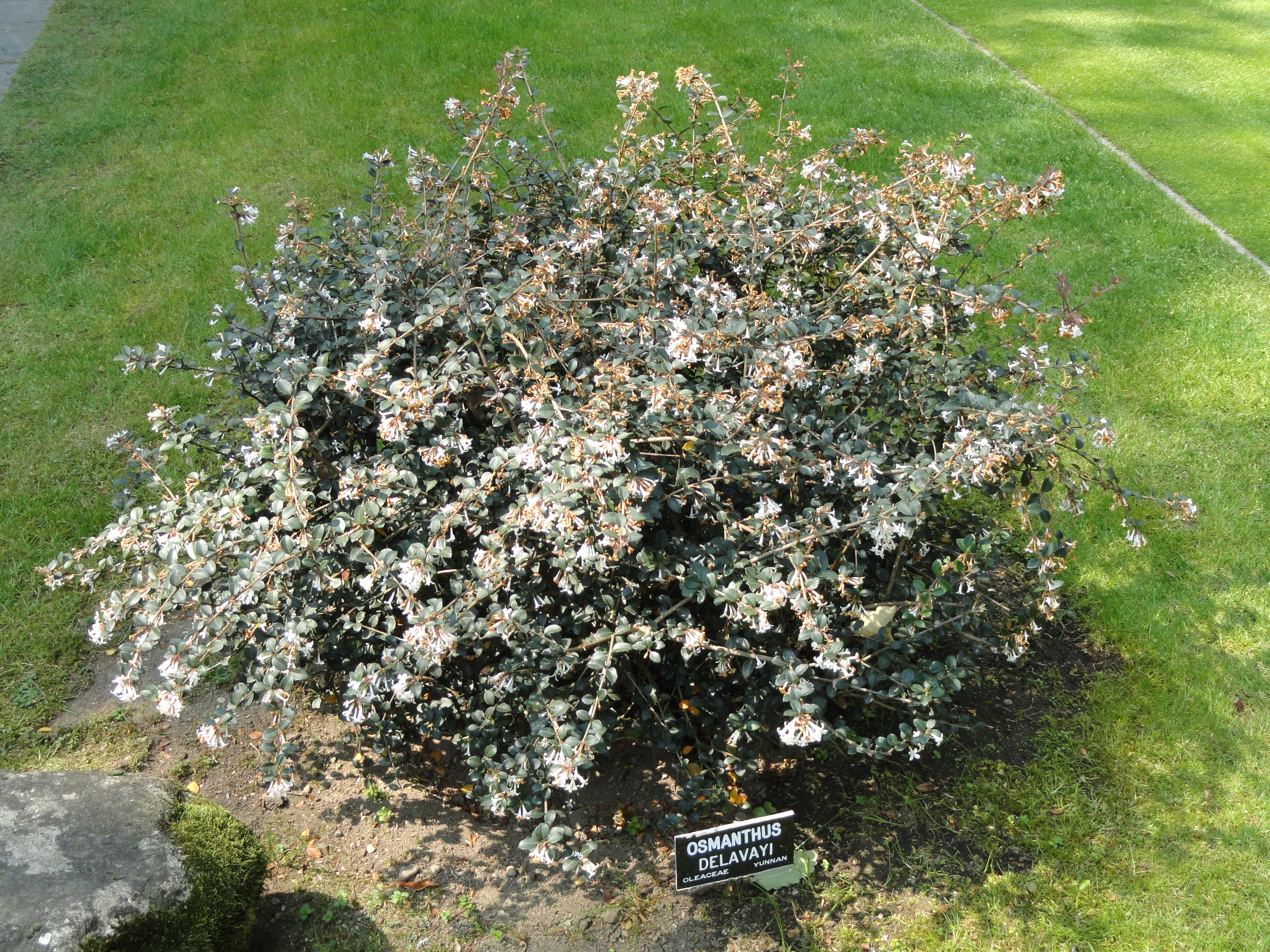
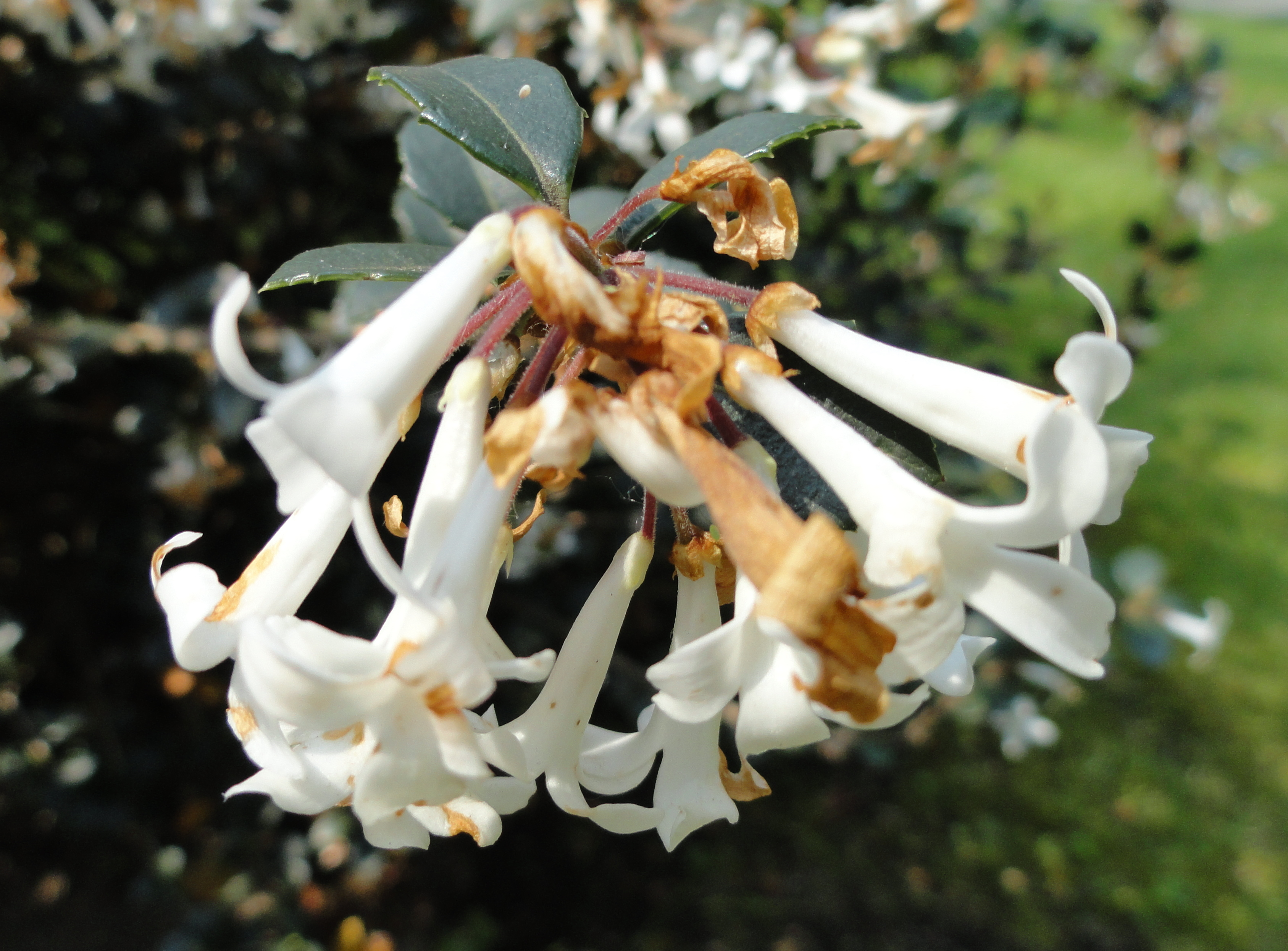
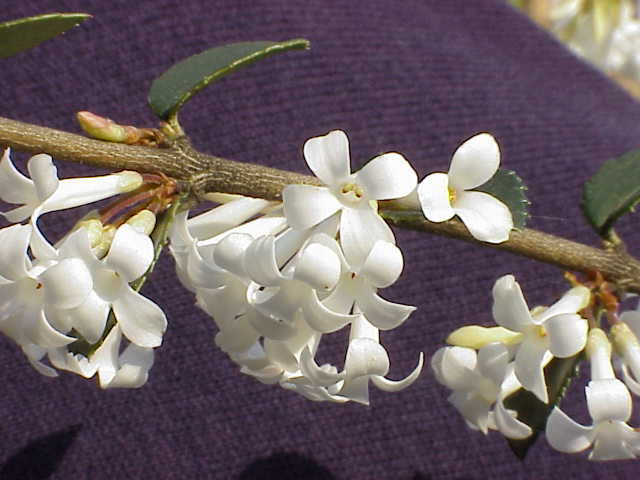
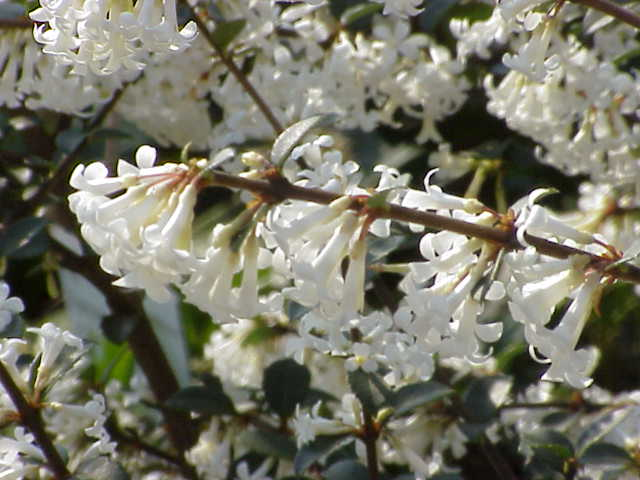